# Christen in der Wirtschaft
faktor c (früherer und derzeitiger Name im Vereinsregister: Christen in der Wirtschaft e. V.) mit Sitz in Würzburg ist ein überkonfessioneller Zusammenschluss von Christen aus den Bereichen Handwerk, Handel, Dienstleistung und Industrie. Er hat die Rechtsform eines eingetragenen Vereins. Seit 2020 tritt der Verein unter der Bezeichnung faktor c – eine Initiative von Christen in der Wirtschaft auf. Der Verein ist deutschlandweit in ca. 40 Regionalgruppen mit unterschiedlichen Formaten tätig. Zu den vier Arbeitsbereichen zählen die Kleingruppenarbeit, die Durchführung öffentlicher Veranstaltungen, Vermittlungsangebote und die Medienarbeit.
Die Organisation faktor c gehört zu den sogenannten christlichen Berufsmissionen.

## Geschichte
Die Geschichte des Vereins begann im Jahr 1902. Am 18. Februar dieses Jahres trafen sich 36 christlich engagierte Kaufleute und Fabrikanten zu einem Diskussionsabend mit dem Thema: „Unsere Christenpflicht im Beruf“. Das Ergebnis dieses Treffen war die Gründung des Verbandes gläubiger Kaufleute und Fabrikanten, die Vorläuferorganisation der heutigen Christen in der Wirtschaft.
1908 fusionierten die Kaufleute und Fabrikanten mit dem Verband gläubiger Handlungsgehilfen Deutschland. Dahinter stand die Absicht, eine neutrale Kommunikationsplattform für christliche Arbeitnehmer und Arbeitgeber zu institutionalisieren. Zu Beginn der Weltwirtschaftskrise 1929 zählte der Verband über 2.000 Mitglieder.
In der Zeit des Zweiten Weltkriegs wurde von den nationalsozialistischen Behörden die Verbandsarbeit verboten. Dieses Verbot hinderte jedoch die Mitglieder nicht daran, sich als Freundeskreis zu organisieren. 1947 begann die Verbandsarbeit neu, jetzt unter dem Namen Verband Christlicher Kaufleute (VCK).
In der Deutschen Demokratischen Republik wurde der Verband 1951 verboten und durch den Mauerbau im August 1961 die direkten Kontakte zu den Mitgliedern in die DDR stark reduziert. Nach dem Mauerfall im Jahr 1989 begann die Arbeit dort mit dem 24. Februar 1990 im Haus der Landeskirchlichen Gemeinschaft in Leipzig.
1987 beschloss die Mitgliederversammlung die Namensänderung in Christen in der Wirtschaft – Verband Christlicher Kaufleute e. V. (VCK). 1998 wurde der heutige Verbandsname Christen in der Wirtschaft e. V. angenommen.
Im Juni 2016 wurde in Wien der österreichische Landesverband der Christen in der Wirtschaft gegründet. Zum Vorsitzenden wurde Matthias Gerwinat gewählt, Geschäftsführer von ERF Medien Österreich.
2020 erfolgte eine Neupositionierung und die Umbenennung in faktor c – Eine Initiative von Christen in der Wirtschaft e. V.  Ebenso wurde ein neues Logo eingeführt.

Altes Logo des Vereins bis 2020

### Name
In der über 100 Jahre andauernden christlichen Vereinstradition änderte sich der Name je nach Schwerpunkt der Arbeit. Die nachfolgende Übersicht soll dies verdeutlichen:
| Jahr | Name des Verbandes                                                      |
| ---- | ----------------------------------------------------------------------- |
| 1902 | Verband gläubiger Kaufleute und Fabrikanten                             |
| 1906 | Verband gläubiger Kaufleute, Fabrikanten und kaufmännische Angestellte  |
| 1908 | Verband gläubiger Kaufleute                                             |
| 1931 | Verband gläubiger Kaufleute e. V.                                       |
| 1940 | Freundeskreis christlicher Kaufleute e. V.                              |
| 1947 | Verband christlicher Kaufleute e. V.                                    |
| 1983 | Verband christlicher Kaufleute – Christen in der Wirtschaft e. V.       |
| 1987 | Christen in der Wirtschaft – Verband Christlicher Kaufleute e. V. (VCK) |
| 1994 | Christen in der Wirtschaft – VCK e. V.                                  |
| 1998 | Christen in der Wirtschaft e. V. (CiW)                                  |
| 2020 | faktor c – Eine Initiative von Christen in der Wirtschaft e. V.         |

## Ziele
Ziel des Vereins ist es, dass Menschen einander begegnen, sich gegenseitig unterstützen, inspiriert werden und Orientierung finden, „damit Leben in den Herausforderungen der Wirtschaft gelingen kann.“

## Struktur und Organisation
Die Gesamtverantwortung der Initiative, die nach eigenen Angaben aktuell 738 Mitglieder und 40 Regionalgruppen hat, liegt in den Händen eines bis zu zehnköpfigen Vorstandes. Den Vorsitz des Vorstandes führen Friedbert Gay und Doris Schlereth. Generalsekretär war bis Ende Januar 2017 Hans-Martin Stäbler, der ab Februar 2014 die Zentrale in Wuppertal und nach dem Umzug am 1. Februar 2015 in Würzburg leitete. Sein Nachfolger ist seit 1. Februar 2017 Michael vom Ende, der als Geschäftsführer des Vereins tätig ist. Rund 250 ehrenamtliche und fünf hauptamtliche Mitarbeiter sind im Verein tätig.

## Arbeitszweige
Die Angebote des Vereins teilen sich auf vier Arbeitsbereiche auf: Kleingruppenarbeit, öffentliche Veranstaltungen, Vermittlungsangebote und Medienarbeit. Zur Kleingruppenarbeit zählen vorwiegend interne Treffen in den Regionalgruppen. Öffentliche Veranstaltungen werden sowohl digital – wie das „faktor c Online-Seminar“ – als auch in Präsenz angeboten. Die Vermittlungsangebote umfassen unter anderem Mentoring-Angebote und Stellenvermittlung. Der Arbeitsbereich der Medienarbeit beinhaltet die Herausgabe des Wirtschaftsmagazins faktor c, die Gestaltung diverser Broschüren und Zitate-Postkarten sowie die Betreuung der faktor c-App.

## Verbindungen zu anderen Organisationen
Der Verein pflegt Kontakte zu verschiedenen Organisationen.

## Publikationen
Der Verband hat in den vergangenen Jahren in Zusammenarbeit mit christlichen Verlagen mehrere Bücher herausgegeben. Dazu gehören:
- Martin L. Landmesser, Ulrike Jooß (Hrsg.): Zeichen setzen – Werte leben. Hänssler, Holzgerlingen 2006, ISBN 3-7751-4499-4
- Martin L. Landmesser, Johannes Sczepan (Hrsg.): Jeder Tag ist eine Chance. Christ-sein in Wirtschaft und Gesellschaft. Hänssler, Holzgerlingen 2002, ISBN 3-7751-3847-1
- Martin L. Landmesser, Johannes Sczepan (Hrsg.): Wie gehen wir mit uns und anderen um?. Hänssler, Holzgerlingen 1999, ISBN 3-7751-3321-6
- Martin L. Landmesser, Johannes Sczepan (Hrsg.): Leben um zu arbeiten – arbeiten um zu leben, Hänssler, Neuhausen-Stuttgart 1998, ISBN 3-7751-3210-4
- Martin L. Landmesser, Johannes Sczepan (Hrsg.): Zukunft erfolgreich gestalten, Hänssler, Neuhausen-Stuttgart 1997, ISBN 3-7751-2893-X
- Martin L. Landmesser (Hrsg.): Was morgen zählt … : Zukunft in Wirtschaft und Gesellschaft erfolgreich gestalten, Hänssler, Neuhausen-Stuttgart 1996, ISBN 3-7751-2751-8
- CiW: Die Bibel für Manager. Das Neue Testament für Manager.

Weitere Publikationen
- diverse Audio-CDs mit Vorträgen von Referenten aus dem Mitgliederkreis und Umfeld des Verbandes

Periodika
- faktor c. Das christliche Wirtschaftsmagazin. ISSN 1866-6698